# 小聖詹姆斯島
小聖詹姆斯島（英語：Little Saint James）是美屬维尔京群島的一個私人島嶼。由于美国富翁杰弗里·爱泼斯坦购下此岛，并在此组织大规模的未成年儿童性交易活动，故小圣詹姆斯岛又被稱為“爱泼斯坦岛”（Epstein Island）、「罪惡之島」（Island of Sin）、「戀童癖島」（Pedophile Island）和「淫乱岛」（Orgy Island），在中文世界又被称为“萝莉岛”。根據《獨立報》的說法，「艾普斯坦的島嶼因墮落而聲名遠揚，而且據稱十幾歲的兒童參加過小聖詹姆斯島上的淫亂活動。」

## 地理

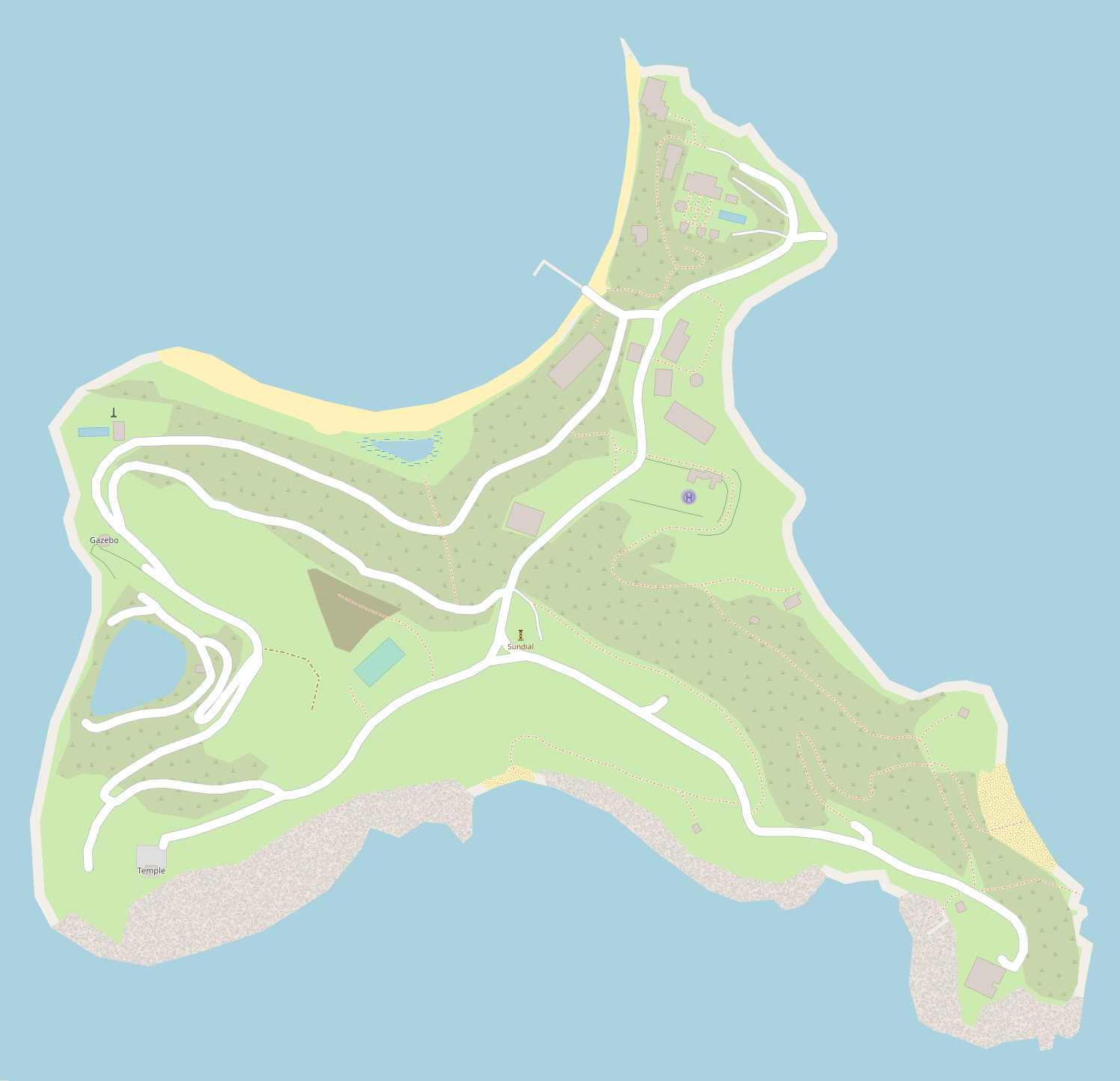
小圣詹姆斯岛地图

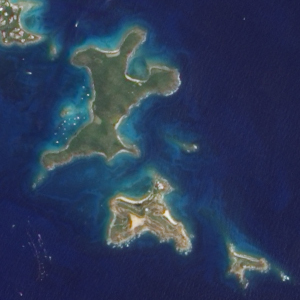
小圣詹姆斯岛(图中第二大的岛屿)卫星图

小圣詹姆斯岛面积约28至32公顷（70至78英亩），位于聖托馬斯島东南海域，行政上归属聖托馬斯島東區。
包括该岛在内，整个美属维尔京群岛气候受信风控制，冬季风力较强，降雨较少。

## 所有权
小圣詹姆斯岛是一座私人岛屿。1998年，杰弗里·爱泼斯坦通过其控制的L.S.J. LLC公司以795万美元的价格从风险投资家阿奇·康明（Arch Cummin）手中买下这座岛屿，由此该岛成为爱泼斯坦的私人财产，爱泼斯坦将这座小岛称为“小圣杰夫”（Little St. Jeff，杰夫为“杰弗里”的昵称）。

## 建筑
1997年，该岛上有一座主屋、三间客房小屋、一间看守小屋、一个私人海水淡化系统、一个直升机停机坪和一个码头。 此外，还有一座蓝色条纹的盒状建筑，最初顶部有一个金色圆顶。 这个建筑的用途不明，因为它与2010年爱泼斯坦的建筑师提交的音乐馆计划有很大差异。 计划中的原始建筑是一个八角形的占地，横截面为矩形，并有两个从外墙延伸的侧室。它的视角也低得多，圆顶从八角形延伸到侧建筑的屋顶上。最终建造的建筑要高得多，呈立方体形状，没有任何侧室。圆顶也在立方体的占地范围内，建筑没有应用计划中提出的任何饰面，也不是用那些计划中的材料——即石头——建造的。

## 访客
大卫·科波菲尔在1993年与克劳迪娅·席费尔相识三个月后，在小圣詹姆斯岛向她求婚。
维多利亚的秘密模特是爱泼斯坦前雇员在岛上看到的客人之一，亿万富翁莱斯·韦克斯纳至少访问过该岛一次。 安德鲁王子曾乘坐爱泼斯坦的私人飞机访问过该岛，尽管前工作人员称他曾多次访问小圣詹姆斯岛。
弗吉尼亚·朱弗雷在一起诉讼中表示，在唐纳德·特朗普的海湖庄园度假村工作时，她被爱泼斯坦诱骗进入了一个性贩卖团伙，并在与爱泼斯坦旅行时在岛上看到了比尔·克林顿。 根据美国信息自由法案请求的美国特勤局记录，没有证据表明比尔·克林顿曾访问过小圣詹姆斯岛。 根据爱泼斯坦的飞行日志，克林顿从未飞往美属维尔京群岛附近。 2019年7月，克林顿的发言人发表声明称，克林顿从未访问过该岛。
谢斯·斯塔利，巴克莱银行前负责人，曾于2015年访问过该岛。

## 爱泼斯坦案下的声誉
该岛获得了诸如“萝莉岛”、“罪恶之岛”、“恋童癖岛”、“狂欢岛”和“爱泼斯坦岛”等绰号。
据爱泼斯坦案受害者的律师称，小圣詹姆斯岛是爱泼斯坦和与他一起旅行的朋友对未成年人犯下许多罪行的地方。 法庭文件声称，当时17岁的弗吉尼亚·朱弗雷被爱泼斯坦强迫与安德鲁王子发生性关系，包括在小圣詹姆斯岛上的一次狂欢。 白金汉宫否认了这一指控。 爱泼斯坦的律师将罗伯茨的狂欢指控描述为“陈旧且不可信”。
据当地人称，爱泼斯坦在2019年被登记为性犯罪者后，仍然继续将未成年女孩带到岛上。 2019年8月，在爱泼斯坦去世后，FBI特工搜查了他在小圣詹姆斯岛的住所。